# Antizionistische Aktion
L'Antizionistische Aktion ou AZA (en français: Action Antisioniste) était une organisation allemande Néonazi des années 1980 et 1990.
L'Antizionistische Aktion était une initiative lancée dans les années 1980 par Michael Kühnen et Ingrid Weckert à Munich. Le slogan "Lutte contre le sionisme" mêlait les idées d'extrême droite selon lesquelles l'État d'Israël en tant qu'État juif, les États-Unis, mais aussi les juifs d'Allemagne devraient également servir de points d'attaque. L'AZA a été l'une des nombreuses tentatives visant à mettre en place des organisations de la Gesinnungsgemeinschaft der Neuen Front (GdNF),.